# Studios Hergé
Studios Hergé, tussen 1986 en 2006 Fondation Hergé (Stichting Hergé) genoemd, werd in 1950 opgericht door de Belgische striptekenaar en scenarist Hergé om hem te assisteren bij het tekenen van zijn oeuvre.

## Geschiedenis
Studios Hergé werd op 6 april 1950 opgericht omdat Hergé het werk om wekelijks een pagina van De avonturen van Kuifje te produceren niet meer alleen aankon, temeer doordat hij steeds grotere eisen stelde aan de accuraatheid van de tekeningen. Hergé werd eerder in 1942 en 1943 geassisteerd door de coloriste Alice Devos en tekenaar Edgar P. Jacobs, maar Devos verliet Hergé in 1943 en vanaf begin 1947 werkte Jacobs niet meer aan Kuifje. Jacobs had van 1944 tot 1947 de achtergronden van de albums De 7 kristallen bollen en De zonnetempel en de inkleuring van een groot aantal Kuifjealbums verzorgd. Van 1947 tot 1950 werkte tekenaar Frans Jageneau en colorist Guy Dessicy voor Hergé.
De studio begon in 1950 in het huis van Hergé aan de Delleurlaan in Brussel, maar verhuisde in 1953 naar de Louizalaan. Met de verhuizing wilde Hergé een duidelijke scheiding tussen zijn werkzame leven en privéleven aanbrengen. In de studio werden nieuwe avonturen van Kuifje gemaakt (vanaf Raket naar de maan), oude albums gemoderniseerd en reclamewerk en merchandising geproduceerd. De studio werkte ook mee aan enkele tekenfilmprojecten.
Al het werk van Studios Hergé werd door Hergé ondertekend als enig auteur. De tekenaars kregen daarbij wel alle ruimte om zich naast het werk voor de studio te wijden aan eigen werk.
Na de dood van Hergé in 1983 werd Studios Hergé de organisatie die zijn nalatenschap beheert, zoals de auteursrechten van De avonturen van Kuifje, De guitenstreken van Kwik en Flupke en Jo, Suus en Jokko. In december 1986 besloot Hergés weduwe en enige erfgenaam Fanny Rodwell (geboren als Fanny Vlamynck) om de studio op te heffen en werd de Stichting Hergé opgericht. Voor haar werk als beheerder van de nalatenschap, kreeg ze in 2016 de titel van ridder in de Leopoldsorde.
In 2006 ontving de stichting een Light of Truth Award voor het stripboek Kuifje in Tibet.

## Medewerkers
Studios Hergé had onder andere de volgende medewerkers:
Secretarissen van Hergé:
- Marcel Dehaye, van 1950 tot 1953 (hij werkte voor Hergé vanaf 1944)
- Boudouin Van den Branden de Reeth, van 1953 tot 1974
- Alain Barran, vanaf 1978

Tekenaars:
- Bob De Moor, van 1951 tot 1986
- Roger Leloup, van 1953 tot 1969
- Jacques Martin, van 1954 tot 1972
- Jo-El Azara, van 1954 tot 1961
- Michel Demarets, van 1954 tot 1986
- Johan De Moor, van 1982 tot 1986
- Pierre Gay, van 1984 tot 1986

Coloristen:
- Guy Dessicy, van 1950 tot 1953 (hij werkte voor Hergé vanaf 1947)
- Monique Laurent, van 1953 tot 1955
- Josette Baujot, van 1953 tot 1979
- France Ferrari, van 1955 tot 1983
- Fanny Vlamynck, van 1956 tot 1959 (de latere echtgenote van Hergé)
- Nicole Thenen, van 1962 tot 1985

Documentalist en archivaris:
- Alexis Remi, tot 1970 (de vader van Hergé)

## Publicaties
Studios Hergé realiseerde onder andere de volgende werken:
De avonturen van Kuifje:
- Raket naar de maan (1953)
- Mannen op de maan (1954)
- De zaak Zonnebloem (1956)
- Cokes in voorraad (1958)
- Kuifje in Tibet (1960)
- De juwelen van Bianca Castafiore (1963)
- Vlucht 714 (1968)
- Kuifje en de Picaro's (1976)

Gemoderniseerde albums van Kuifje:
- De sigaren van de farao (1955)
- De Zwarte Rotsen (1966)
- Kuifje en het Zwarte Goud (1971)

De avonturen van Jo, Suus en Jokko:
- De Najavallei (1956)

De guitenstreken van Kwik en Flupke:
- Verboden spelletjes (1985)
- Niets aan de hand (1985)
- Hoogspanning (1985)

Stripadaptie van een tekenfilm:
- Kuifje en het Haaienmeer (1972)

Losse projecten:
- Kuifje in het land van de Sovjets, gelimiteerde oplage van 500 exemplaren (1969)
- Kuifje en de Alfa-kunst (1986)

Zien en weten-verzamelalbums (met Kuifje-bons te verzamelen chromolitho's; in totaal werden 360 verschillende platen gepubliceerd in zes series met tien reeksen van zes platen):
- Vliegtuigen - Oorlog 1939-1945 (1953)
- De Automobiel - I Van zijn oorsprong tot 1909 (1953)
- Vliegtuigen - I Van de oorsprong tot 1914 (1954)
- De Zeevaart - I Van haar oorsprong tot 1700 (1954)
- La Marine - II De 1700 a 1850 (1963) (niet in het Nederlands verschenen)

Spelen met Kuifje:
- Spelen met Kuifje op Molensloot (1974)
- Spelen met Kuifje in Syldavië (1974)

Reclame-uitgaven Citroën:
- Reis naar de planeet 2CV (1983)
- Nieuwe avonturen van de 2CV (1984)
- De avonturen van de 2CV en de verschrikkelijke sneeuwman (1985)
- De avonturen van de 2PK en de spookgrot (1986)

## Tintinimaginatio
De stichting, geleid door Hergés inmiddels hertrouwde weduwe Fanny Rodwell en haar man Nick Rodwell, voerde voor haar commerciële doeleinden aanvankelijk vanaf 1983 de naam Baran International Licensing (of Société B.I.L.), vanaf 1986 de naam Tintin Licensing (of T.L.) en vanaf 1990 Moulinsart s.a.. Moulinsart is de Franse naam van kasteel Molensloot, waar in de stripreeks kapitein Haddock woont. Veel van de Franse stripboeken zijn onder de naam Éditions Moulinsart verschenen.
In 2022 veranderde de organisatie opnieuw van naam en werd Tintinimaginatio. Reden voor de naamswijziging was enerzijds dat de organisatie 'Tintin' (Kuifje) terug wilde brengen in haar naam. Anderzijds verwijst de organisatie met 'imaginatio' naar een virtuele werkelijkheid en de verbeelding. Het doel van de organisatie bleef gelijk, te weten: het exploiteren van de rechten van de erven Hergé en vercommercialiseren van de daaruit voortkomende producten. Tintinimaginatio is een zusterorganisatie van Studios Hergé.

## Auteursrechtenkwestie
Moulinsart kwam meermaals in het nieuws door de juridische dreigingen die zij uitte tegen vermeende inbreukmakers op het auteursrecht op de tekeningen van Hergé. Het tijdschrift Humo werd in 1994 gesommeerd te stoppen met Kuifje-parodieën op de omslag, getekend door Kamagurka. Tekenaar Joost Veerkamp kreeg in 1997 het aan de stok met Moulinsart toen hij actuele variaties op Kuifje-albums in de Volkskrant en Vrij Nederland publiceerde. In vrijwel alle gevallen kreeg Moulinsart zijn zin. In 2007 echter verloren Rodwell en Moulinsart een proces tegen de Deense schilder Ole Ahlberg, die erotische parodieën schilderde. In 2010 vernietigde het Belgische Hof van Cassatie deze uitspraak weer.
Fanclubs die voorheen een overeenkomst met Moulinsart hadden, werden in 2009 plotseling geconfronteerd met hoge claims. De meeste gedaagden stopten met publiceren of troffen een schikking, maar het Hergé Genootschap, een Nederlandse Kuifje-fanclub, protesteerde op basis van een overeenkomst die nimmer was opgezegd door Moulinsart en won de rechtszaak in 2014. Moulinsart ging in hoger beroep, echter tijdens de rechtszaak dook een contract op, waaruit bleek dat Hergé het publicatierecht van zijn strips en losse afbeeldingen in 1942 heeft overdragen aan uitgeverij Casterman. Zodoende heeft Hergés weduwe dit niet kunnen erven en heeft de stichting Moulinsart dus nimmer het auteursrecht van Hergés publicaties gehad. Het hof wees de eis op grond van het merkrecht af, omdat het verwerende genootschap geen handelsactiviteiten ontplooit.